# 표면 플라스몬
표면 플라스몬 (surface plasmon)은 TM 편광으로 입사하는 광파에 의해서 유전체와 금속의 경계면을 따라 존재하는 광자와 금속 표면의 고밀도 전하 분포에 의해 일어나는 상호 작용에 의해, 금속 표면에 형성되는 근접장을 말한다. 근접장의 편광 방향은 경계면에 수직인 TM 편광이고, 전파 길이가 길고 세기가 강한 국소 근접장의 성질 및 특유의 분산 현상과 공명 현상(표면 플라스몬 공명)에 의해 나노 광학의 한 분야로 많이 연구되고 있다.

## 역사
리치 (Ritchie)는 금속박막 실험으로 특정한 조건에서 에너지 손실이 작음을 발견하였고 이것이 표면 전자의 집단 들뜸(collective exciations)에 의한 것임을 예측하였다. 2년 뒤 파웰 (Powell) 과 스완 (Swan)은 일련의 실험을 통하여 이런 집단 들뜸을 확인하였고, 스턴 (Stern) 과 페럴 (Ferrell) 은 이 현상의 양자를 표면 플라스몬이라 불렀다.

## 무한 두께 금속 표면에서의 표면 플라스몬 분산 관계식[4]
금속 표면에 유도된 표면 플라스몬의 분산 관계식은 다음의 맥스웰 방정식으로부터 알 수 있다.
{\displaystyle \nabla \cdot {\overrightarrow {D}}=0}
{\displaystyle \nabla \cdot {\overrightarrow {B}}=0}
{\displaystyle \nabla \times {\vec {E}}=-{\frac {\partial {\vec {B}}}{\partial t}}}
{\displaystyle \nabla \times {\overrightarrow {H}}={\frac {\partial {\overrightarrow {D}}}{\partial t}}}
무한 두께의 금속 구조에서 유전체 영역과 금속 영역에서의 자기장 관계식은 다음과 같이 나타낼 수 있다.
{\displaystyle {{\overrightarrow {H}}_{y1}}={\hat {y}}{{H}_{y1}}\exp[i({{k}_{x}}x-{{k}_{z1}}z)]}
{\displaystyle {{\overrightarrow {H}}_{y2}}={\hat {y}}{{H}_{y2}}\exp[i({{k}_{x}}x+{{k}_{z2}}z)]}
맥스웰 방정식으부터 각 영역에서 x 방향으로 편광된 전기장의 관계식을 구할 수 있다.
{\displaystyle \nabla \times {\overrightarrow {H}}={\frac {\partial {\overrightarrow {D}}}{\partial t}}\Rightarrow {{\partial }_{z}}{{H}_{y}}=-i\omega \varepsilon {{E}_{x}}=\left\{{\begin{matrix}{{k}_{z1}}{{H}_{y1}}=\omega {{\varepsilon }_{1}}{{E}_{x1}}\\{{k}_{z2}}{{H}_{y2}}=-\omega {{\varepsilon }_{2}}{{E}_{x2}}\\\end{matrix}}\right.}
여기서 {\displaystyle {\varepsilon }_{1}}, {\displaystyle {\varepsilon }_{2}}는 각 부분의 유전율이다.
유전체와 금속의 경계면에서 가로방향 전기장의 연속 조건에 의해 자기장와 전기장의 경계 조건은 다음과 같이 주어진다.
{\displaystyle {{H}_{y1}}-{{H}_{y2}}=0}
{\displaystyle {{E}_{x1}}-{{E}_{x2}}=0\Rightarrow {\frac {{k}_{z1}}{{\varepsilon }_{1}}}{{H}_{y1}}+{\frac {{k}_{z2}}{{\varepsilon }_{2}}}{{H}_{y2}}=0}
위 관계식은 다음의 행렬 표현으로 나타낼 수 있고, 행렬 방정식의 뻔하지 않은 해(non-trivial solution)을 위해 행렬식은 0이 되어야 한다.
{\displaystyle \left({\begin{matrix}1&-1\\{\frac {{k}_{z1}}{{\varepsilon }_{1}}}&{\frac {{k}_{z2}}{{\varepsilon }_{2}}}\\\end{matrix}}\right)\left({\begin{matrix}{{H}_{y1}}\\{{H}_{y2}}\\\end{matrix}}\right)=0}
{\displaystyle \det \left({\begin{matrix}1&-1\\{\frac {{k}_{z1}}{{\varepsilon }_{1}}}&{\frac {{k}_{z2}}{{\varepsilon }_{2}}}\\\end{matrix}}\right)=0\Rightarrow {\frac {{k}_{z1}}{{\varepsilon }_{1}}}+{\frac {{k}_{z2}}{{\varepsilon }_{2}}}=0}
위 식과 각 영역에서 파속벡터의 관계식을 이용하면 무한 두께 금속의 표면에서 유도되는 표면 플라스몬의 분산 관계식을 얻을 수 있다.
{\displaystyle {{k}_{x}}^{2}+{{k}_{z1}}^{2}={{\varepsilon }_{1}}{{\left({\frac {\omega }{c}}\right)}^{2}}}
{\displaystyle {{k}_{x}}^{2}+{{k}_{z2}}^{2}={{\varepsilon }_{2}}{{\left({\frac {\omega }{c}}\right)}^{2}}}
{\displaystyle {{k}_{sp}}={\frac {\omega }{c}}{\sqrt {\frac {{{\varepsilon }_{1}}{{\varepsilon }_{2}}}{{{\varepsilon }_{1}}+{{\varepsilon }_{2}}}}}}
금속의 유전율 {\displaystyle {{\varepsilon }_{2}}}는 진행 항에 해당하는 실수 항과 손실 항에 해당하는 허수 항으로 나눌 수 있고, 이로부터 {\displaystyle {{k}_{sp}}}을 진행항 {\displaystyle {{k}_{sp,r}}}과 손실 항 {\displaystyle {{k}_{sp,i}}}로 나누면 {\displaystyle {{k}_{sp,r}}}과 {\displaystyle {{k}_{sp,i}}}는 각각 다음과 같이 나타내어 진다.
{\displaystyle {{\varepsilon }_{2}}={{\varepsilon }_{2,r}}+i{{\varepsilon }_{2,i}}\Rightarrow {{k}_{sp}}={{k}_{sp,r}}+i{{k}_{sp,i}}}
{\displaystyle {{k}_{sp,r}}={\frac {\omega }{c}}{\sqrt {\frac {{{\varepsilon }_{1}}{{\varepsilon }_{2,r}}}{{{\varepsilon }_{1}}+{{\varepsilon }_{2,r}}}}}}
{\displaystyle {{k}_{sp,i}}={\frac {\omega }{c}}{{\left({\frac {{{\varepsilon }_{1}}{{\varepsilon }_{2,r}}}{{{\varepsilon }_{1}}+{{\varepsilon }_{2,r}}}}\right)}^{\frac {3}{2}}}{\frac {{\varepsilon }_{2,i}}{2{{({{\varepsilon }_{2,r}})}^{2}}}}}
표면 플라스몬의 세기는 x방향으로 진행함에 따라 손실항 {\displaystyle {{k}_{sp,i}}}에 의해 {\displaystyle \exp(-2{{k}_{sp,i}}x)}의 비율로 감소하고, 따라서 무한 두께의 금속에서 유도된 표면 플라스몬의 진행 길이는 다음과 같이 나타낼 수 있다.
{\displaystyle {{L}_{sp}}={{(2{{k}_{sp,i}})}^{-1}}}

## 같이 보기
- 플라스몬
- 표면 플라스몬 공명

## 참고 문헌
- E. A. Stern and R. A. Ferrell, Phys. Rev. 120 (1960), 130.
- J. M. Pitarke et al, Rep. Prog. Phys. 70 (2007), 1.